# بانديون الثاني
بانديون الثاني وبحسب الأساطير اليونانية كان واحدا من ملوك أثينا القدماء جدا. وقد نفاه من أثينا ابن عمه ميتيون، وقد هرب إلى مدينة ميغارا وتزوج بإيليا ابنة الملك بايلاس. وقد كان له أربعة أولاد. أولهم هو نيسوس ملك مدينة ميغارا ووالد بيزاس مؤسس مدينة بيزنطة. وقد كان له أيضًا ثلاثة أبناء هم: لكوس وبالّلاس وأيغيوس.